# Capitol Hill’s mystery soda machine

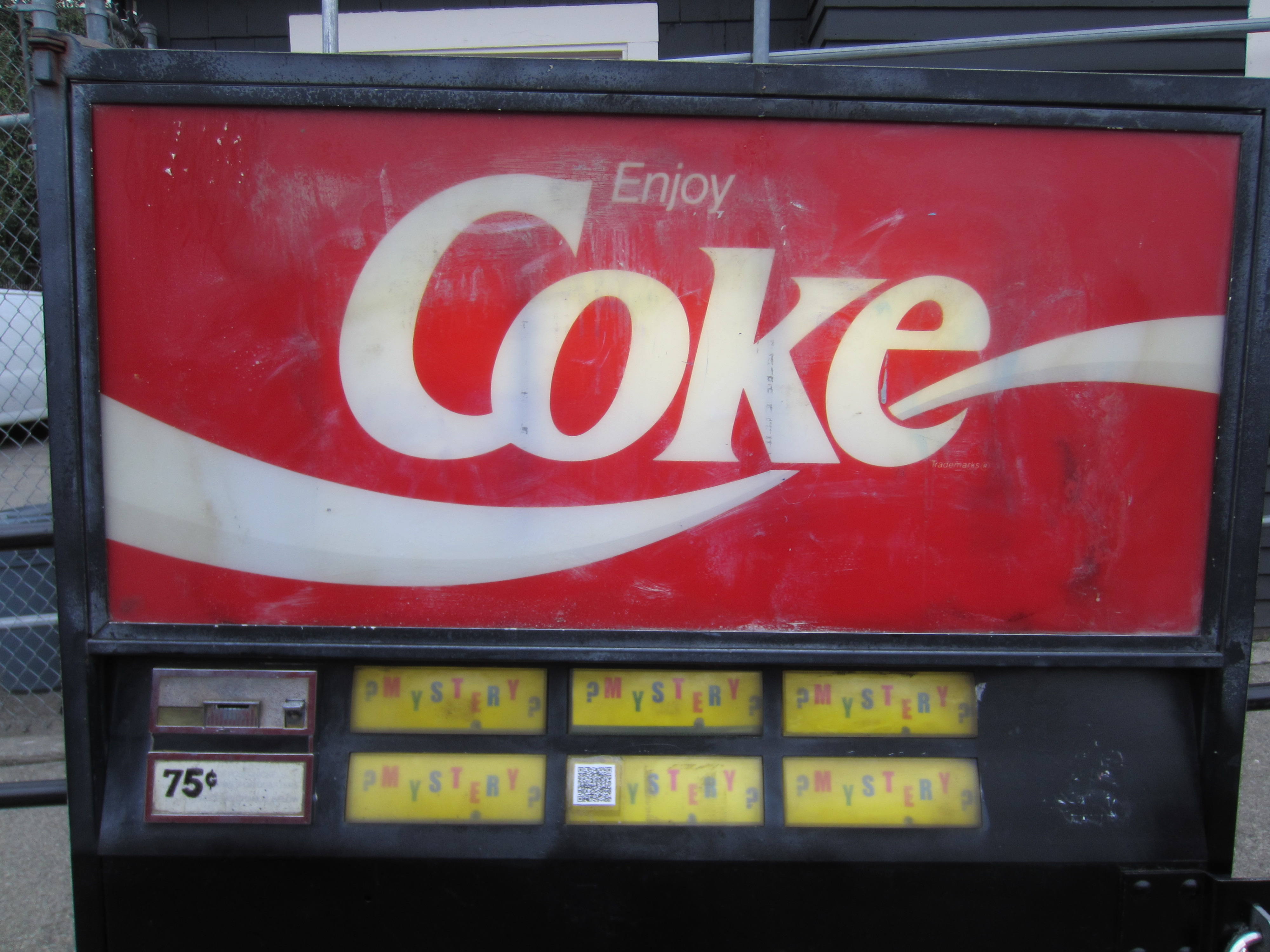
Общий вид автомата в 2014 году

Таинственный автомат с газировкой на Капитолийском холме — автомат по продаже кока-колы на Капитолийском холме, Сиэтл, работал по крайней мере с начала 1990-х годов до его исчезновения в 2018 году. Неизвестно, кто был его владельцем.

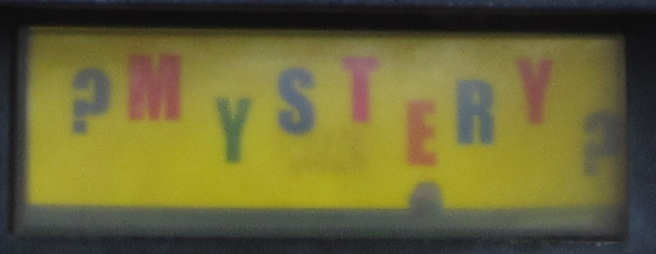
Одна из кнопок «?mystery?»

Напиток можно было выбрать с помощью одной из кнопок с надписью «?mystery?» («?тайна?»), напитки выдавались в редких банках, которые либо вообще не были в обращении в США, либо вышли из обращения в 1980-х, такие как Mountain Dew White Out, Nestea Brisk со вкусом малины, гавайский пунш, Grape Fanta и, возможно, включая Vanilla Cokes, Black Cherry Frescas и Sunkist Cherry Limeade. Владелец слесарной мастерской, перед которой стояла машина, утверждает, что ничего не знает о том, кто ею управляет.

## История
В январе 2018 г., когда в Сиэтле был введён акциз на сладкие газированные напитки, автомат поднял цену с типичных 75 центов до 1 доллара.
В июне 2018 г. машина исчезла, а на её странице в Facebook было опубликовано сообщение: «Собираюсь прогуляться, нужно найти себя. Может, даже принять душ». К поручню, где раньше стояла машина, была приклеена записка: «Ушёл на прогулку». В это время на его странице в Facebook были юмористические изображения автомата с газировкой в лесу и в Мачу-Пикчу.